# Sokołów Podlaski
Sokołów Podlaski is een stad in het Poolse woiwodschap Mazovië, gelegen in de powiat Sokołowski. De oppervlakte bedraagt 17,5 km², het inwonertal 18.434 (2005).

## Verkeer en vervoer
- Station Sokołów Podlaski

## Geboren
- Zofia Kielan-Jaworowska (25 april 1925), paleontologe
- Anna Jesień (10 december 1978), hordeloopster